# موران (میشیگان)
موران (به انگلیسی: Moran Township) یک منطقهٔ مسکونی در ایالات متحده آمریکا است که در شهرستان مکیناک، میشیگان واقع شده‌است.
 موران ۳۴۸٫۲ کیلومتر مربع مساحت و ۱٬۰۸۰ نفر جمعیت دارد و ۱۹۷ متر بالاتر از سطح دریا واقع شده‌است.